# Theorie van het dode internet
De theorie van het dode internet (in het Engels de dead internet theory) is de opvatting dat het merendeel van de online activiteit bestaat uit bots en kunstmatig (door AI) gegenereerde inhoud.  Menselijke activiteit op internet is vervangen door bots, die zich voordoen als mensen. Deze bots zouden mensen en gemeenschappen beïnvoeden, door algoritmes te beïnvloeden, berichten te plaatsen op sociale media en de zoekmachineresultaten te beïnvloeden.
Een exacte begindatum van het dode internet is niet duidelijk. Afhankelijk van de bron en interpretatie zou de overdaad aan bots en AI-inhoud gestart zjin rond 2016, vanaf november 2022 met de lancering van chatGPT, of betreft het een langzaam proces met een dystopisch toekomstscenario.

## Beschrijving
De oorsprong van de theorie zou een blogpost uit januari 2021 zijn, die in augustus van dat jaar aandacht kreeg in The Atlantic, een Amerikaans literair-cultureel tijdschrift.
Het idee van het dode internet houdt verband met de toenemende complexiteit van het internet, zoals de fragiele infrastructuur en kwetsbaarheden voor cyberaanvallen. Vooral de exponentiële groei en ontwikkeling van kunstmatige intelligentie (AI) en deepfake speelt een rol. De theorie beschrijft het dalende belang van menselijke activiteit en de groei van kunstmatige inhoud op het internet, zoals nepprofielen en berichten waar geen echte personen achter zitten. Alsmaar meer online inhoud en activiteit zou aangemaakt worden door bots, waarbij er almaar minder ruimte is voor 'echte' menselijke interactie.
Veel internetbots werken op de achtergrond, zoals het indexeren van internetpagina's en het organiseren van gegevens. Mensen zagen echter vanaf 2016 steeds vaker bepaalde verschijnselen op het internet, zoals geplaatste berichten met gelijkende profielfoto's en teksten, automatisch gemaakte video's op Youtube, muziek van niet-bestaande muzikanten op Spotify, en bots op Twitter
Volgens een rapport uit 2016 werd 52% van het internetverkeer in dat jaar toegeschreven aan bots, waarmee het de menselijke activiteit zou overstijgen. Dit rapport wordt regelmatig aangehaald als bewijs voor de theorie. Volgens Statista, een Duits statistisch platform, waren er 5,3 miljard gebruikers in 2022 geregistreerd. Vanaf 2005 groeit dit aantal jaarlijks, waarmee de menselijke activiteit nog geen dalende lijn vertoont.
Ook worden door kunstmatige intelligentie (AI) gegenereerde afbeeldingen vaak aangehaald als bewijs voor de theorie. Verder kregen gebruikers van sociale media de indruk dat er steeds meer bots opkwamen en informatie spammen.